# راشيل موانزا
راشيل موانزا ممثلة من جمهورية الكونغو الديمقراطية، اشتهرت بأدائها بشخصية كومونا في فيلم (ساحرة الحرب) لعام 2012. قبل تمثيلها في الفيلم، كانت بلا مأوى وتعيش في شوارع كينشاسا عاصمة الكونغو الديمقراطية.

## بدايتها
ولدت موانزا في عام 1997 في مبوجي-مايي، وهي الثالثة من بين ستة أشقاء، وأمضت طفولتها المبكرة في مقاطعة كاساي. أرسل والدها والدتها وإخوتها إلى كينشاسا عندما كانت في الثامنة من عمرها، ووعدها بالانضمام إليهم لاحقًا، هناك لم يعد الأطفال يذهبون إلى المدرسة، وحملتها والدتها المسؤولية عن مصيبة الأسرة بعد أن صرح منجم محتال أن موانزا كانت ساحرة، وأعطى والدتها المسؤولية كي تقوم بمحاولة لطرد الأرواح الشريرة لتخليص موانزا من السحر، لكن في النهاية تم إلقاؤها في الشارع.
قضت موانزا عدة سنوات وهي طفلة شوارع في كينشاسا قبل أن تشارك في الفيلم الكندي (ساحرة الحرب). ظهرت أيضًا في فيلم أطفال كينشاسا لعام 2013 من تأليف وإخراج مارك هنري فاجنبرج.
انتقلت لاحقًا إلى مونتريال، حيث التحقت بالمدرسة الثانوية «لوسيان باجي» وعاشت مع عائلة آن ماري جيليناس، منتجة الأفلام المشاركة في ساحرة الحرب.

## مهنة التمثيل
تم اختيار موانزا للتمثيل في فيلم ساحرة الحرب بعد أن شاهدها المخرج كيم نجوين والمنتجان بيير إيفان وماري كلاودي بولين في فيلم وثائقي عن أطفال الشوارع في كينشاسا. بسبب قلة تعليمها لم تكن تعرف القراءة أو الكتابة عندما شاركت في الفيلم لأول مرة. اتخذ صانعو الفيلم منذ ذلك الحين الترتيبات اللازمة لدفع مصاريف تعليمها وسكنها حتى تبلغ 18 عامًا. وفي فبراير 2013 مُنحت تأشيرة للسماح لها بحضور حفل توزيع جوائز الأوسكار، حيث شاركت كندا لجائزة الأوسكار لأفضل فيلم بلغة أجنبية. جمعت الزيارة بين الحضور في الجوائز إلى جانب العمل الترويجي لساحرة الحرب أثناء وجودها في الولايات المتحدة.
حصل أداء موانزا في فيلم ساحرة الحرب على عدة جوائز مثل جائزة الدب الفضي لأفضل ممثلة من مهرجان برلين السينمائي، كذلك جائزة أفضل ممثلة في مهرجان تريبيكا السينمائي، ودائرة نقاد السينما بفانكوفر في عام 2012، بالإضافة إلى جائزة أفضل ممثلة في حفل توزيع جوائز الشاشة الكندية الأول. وسينما كيبيك.
كتبت موانزا لاحقًا كتابًا بعنوان «البقاء على قيد الحياة لرؤية هذا اليوم»، يصف طفولتها وتجاربها على أمل أن يلهما الشباب وأيضًا يجذب الانتباه إلى 20.000 طفل يعيشون في شوارع كينشاشا.